# 미나미시마바라시

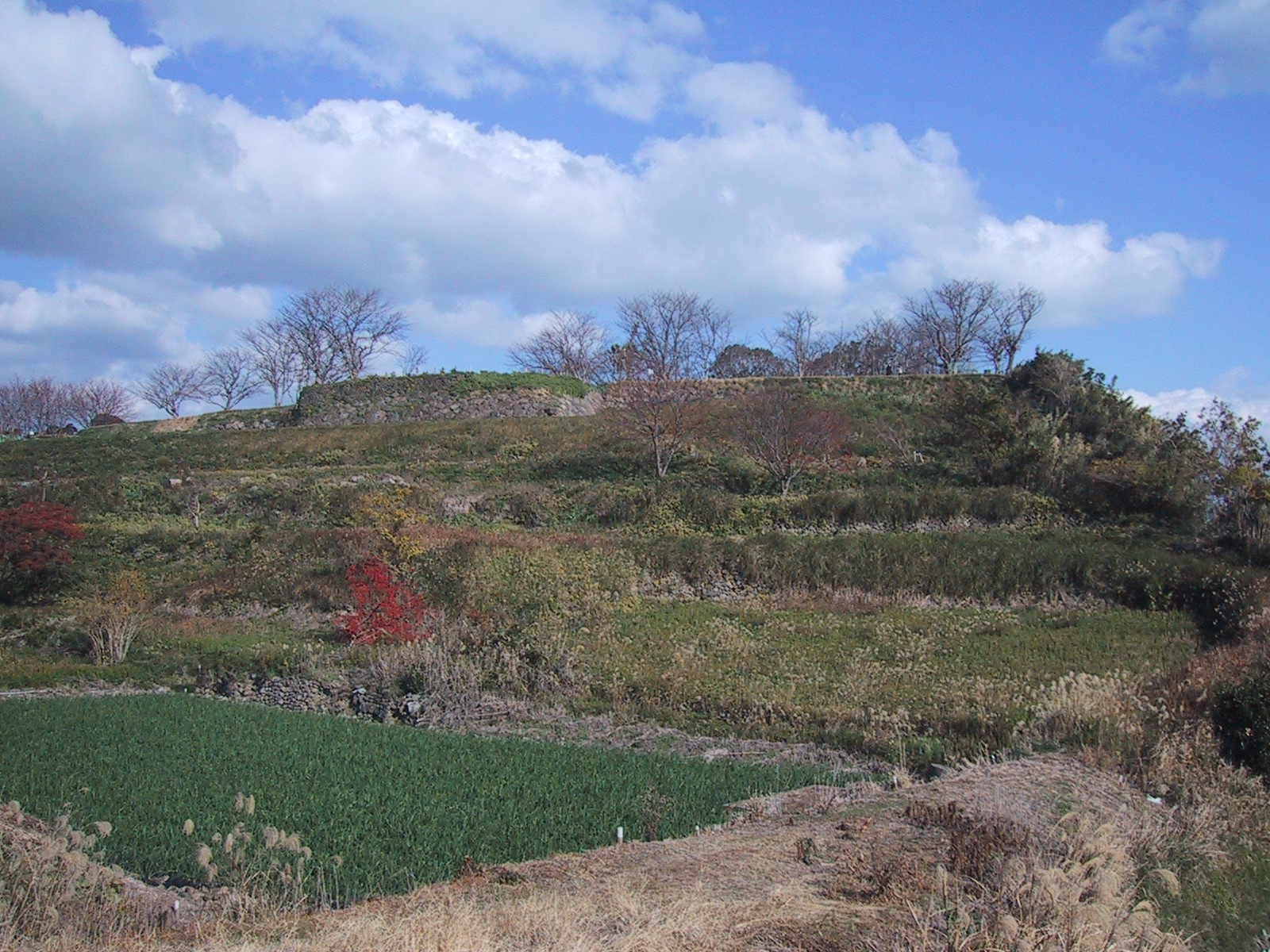
하라성터

미나미시마바라시(일본어: 南島原市)는 일본 나가사키현의 시마바라반도 남부에 있는 시이다.

## 지리
나가사키시에서 남동쪽으로 약 60km 떨어져 있고 시마바라반도 남동부에서 남단부에 해당하는 일대의 지역을 관할한다. 북서쪽으로 운젠시, 북동쪽으로 시마바라시와 접한다.
시 서부는 아마쿠사나다, 동부에서 남부는 하야사키 해협 및 아리아케해(시마바라만)와 접하고 이 지역에 취락이 집중한다. 해안가에는 국도 251호선이 지나며 각 취락을 연결한다. 시 북부는 시마바라반도의 중앙부에 해당하고 운젠다케의 일부를 이루는 산지이다.

## 역사
1496년에 아리마 다카즈미가 현재의 시역 남쪽 위치에 하라성을 축성했고 이후 센고쿠 시대부터 에도 시대 초기에 걸쳐 아리마씨가 현재의 시역에 해당하는 구역을 통치했다. 그 중에서도 아리마 요시사다와 아들 아리마 하루노부는 크리스천 다이묘였으며 이들의 통치하에 크리스트교 신자가 증가했고 1580년에 세미나리요(예수회가 설치한 학교)가 개설되어 많은 크리스트교 문화 및 유럽 문화가 유입되었다.
그러나 하루노부의 아들 아리마 나오즈미 때 에도 막부가 크리스트교 금지령을 선포했고 1614년에 다이묘가 아리마 나오즈미에서 마쓰쿠라 시게마사로 바뀌면서 크리스천에 대한 탄압이 시작되었다.
1637년에 시마바라의 난이 발발하였고 농민군은 하라성을 거점으로 저항하였지만 막부군에게 진압되었다. 현재의 시역에 해당하는 지역에 거주하던 주민 대부분은 시마바라의 난 이후에 처형되었고 이후 마쓰쿠라씨를 대신해 입봉한 고리키 다다후사의 부흥 정책으로 일본 각지에서 새로운 주민이 이주했다고 한다.
- 1889년 4월 1일 - 정촌제 시행으로 미나미타카키군 가즈사촌·구치노쓰촌·미나미아리마촌·기타아리마촌·니시아리에촌·히가시아리에촌·도자키촌·후쓰촌·후카에촌이 성립하였다.
- 1927년 1월 1일 - 히가시아리에촌이 정으로 승격하면서 개칭해 아리에정이 되었다.
- 1927년 4월 1일 - 니시아리에촌이 정으로 승격해 니시아리에정이 되었다.
- 1928년 1월 1일 - 가즈사촌, 구지노쓰촌이 각각 정으로 승격해 가즈사정, 구지노쓰정이 되었다.
- 1932년 1월 1일 - 미나미아리마촌이 정으로 승격해 미나미아리마정이 되었다.
- 1956년 9월 30일 - 아리에정·도자키촌이 정으로 승격해 아리에정이 되었다.
- 1962년 5월 3일 - 후카에촌이 정으로 승격해 후카에정이 되었다.
- 1969년 4월 1일 - 기타아리마촌, 후쓰촌이 각각 정으로 승격해 기타아리마정, 후쓰정이 되었다.
- 2006년 3월 31일 - 가즈사정·구치노쓰정·미나미아리마정·기타아리마정·니시아리에정·아리에정·후쓰정·후카에정이 합병해 미나미시마바라시가 성립하였다.

## 교통

### 도로
- 국도 57호선
- 국도 251호선
- 국도 389호선

## 인구
| 연도                                  | 인구   | ±%     |
| ------------------------------------- | ------ | ------ |
| 1920                                  | 67,412 | —      |
| 1925                                  | 67,300 | −0.2%  |
| 1930                                  | 69,473 | +3.2%  |
| 1935                                  | 69,807 | +0.5%  |
| 1940                                  | 68,034 | −2.5%  |
| 1945                                  | 91,255 | +34.1% |
| 1950                                  | 88,327 | −3.2%  |
| 1955                                  | 83,931 | −5.0%  |
| 1960                                  | 79,549 | −5.2%  |
| 1965                                  | 74,734 | −6.1%  |
| 1970                                  | 69,861 | −6.5%  |
| 1975                                  | 67,759 | −3.0%  |
| 1980                                  | 66,556 | −1.8%  |
| 1985                                  | 65,575 | −1.5%  |
| 1990                                  | 62,828 | −4.2%  |
| 1995                                  | 58,898 | −6.3%  |
| 2000                                  | 57,045 | −3.1%  |
| 2005                                  | 54,045 | −5.3%  |
| 2010                                  | 50,377 | −6.8%  |
| 2015                                  | 46,535 | −7.6%  |
| 2020                                  | 42,330 | −9.0%  |
| Minamishimabara population statistics |        |        |

## 기후
| 미나미시마바라시 구치노쓰초의 기후                           | 미나미시마바라시 구치노쓰초의 기후 | 미나미시마바라시 구치노쓰초의 기후 | 미나미시마바라시 구치노쓰초의 기후 | 미나미시마바라시 구치노쓰초의 기후 | 미나미시마바라시 구치노쓰초의 기후 | 미나미시마바라시 구치노쓰초의 기후 | 미나미시마바라시 구치노쓰초의 기후 | 미나미시마바라시 구치노쓰초의 기후 | 미나미시마바라시 구치노쓰초의 기후 | 미나미시마바라시 구치노쓰초의 기후 | 미나미시마바라시 구치노쓰초의 기후 | 미나미시마바라시 구치노쓰초의 기후 | 미나미시마바라시 구치노쓰초의 기후 |
| 월                                                           | 1월                                | 2월                                | 3월                                | 4월                                | 5월                                | 6월                                | 7월                                | 8월                                | 9월                                | 10월                               | 11월                               | 12월                               | 연간                               |
| ------------------------------------------------------------ | ---------------------------------- | ---------------------------------- | ---------------------------------- | ---------------------------------- | ---------------------------------- | ---------------------------------- | ---------------------------------- | ---------------------------------- | ---------------------------------- | ---------------------------------- | ---------------------------------- | ---------------------------------- | ---------------------------------- |
| 역대 최고 기온 °C (°F)                                       | 21.0 (69.8)                        | 21.8 (71.2)                        | 24.7 (76.5)                        | 28.2 (82.8)                        | 31.4 (88.5)                        | 36.9 (98.4)                        | 37.0 (98.6)                        | 38.8 (101.8)                       | 35.7 (96.3)                        | 32.8 (91.0)                        | 26.4 (79.5)                        | 24.4 (75.9)                        | 38.8 (101.8)                       |
| 일평균 최고 기온 °C (°F)                                     | 10.9 (51.6)                        | 12.2 (54.0)                        | 15.5 (59.9)                        | 20.1 (68.2)                        | 24.2 (75.6)                        | 26.9 (80.4)                        | 30.7 (87.3)                        | 32.3 (90.1)                        | 29.3 (84.7)                        | 24.5 (76.1)                        | 18.8 (65.8)                        | 13.3 (55.9)                        | 21.6 (70.8)                        |
| 일일 평균 기온 °C (°F)                                       | 7.2 (45.0)                         | 8.0 (46.4)                         | 11.1 (52.0)                        | 15.4 (59.7)                        | 19.5 (67.1)                        | 22.9 (73.2)                        | 26.8 (80.2)                        | 27.9 (82.2)                        | 24.9 (76.8)                        | 19.8 (67.6)                        | 14.4 (57.9)                        | 9.3 (48.7)                         | 17.3 (63.1)                        |
| 일평균 최저 기온 °C (°F)                                     | 3.2 (37.8)                         | 3.7 (38.7)                         | 6.6 (43.9)                         | 10.9 (51.6)                        | 15.4 (59.7)                        | 19.8 (67.6)                        | 23.9 (75.0)                        | 24.6 (76.3)                        | 21.3 (70.3)                        | 15.7 (60.3)                        | 10.3 (50.5)                        | 5.2 (41.4)                         | 13.4 (56.1)                        |
| 역대 최저 기온 °C (°F)                                       | −6.2 (20.8)                        | −5.2 (22.6)                        | −3.1 (26.4)                        | 0.6 (33.1)                         | 7.8 (46.0)                         | 12.1 (53.8)                        | 17.4 (63.3)                        | 18.5 (65.3)                        | 11.8 (53.2)                        | 5.1 (41.2)                         | 0.7 (33.3)                         | −3.0 (26.6)                        | −6.2 (20.8)                        |
| 평균 강수량 mm (인치)                                        | 60.9 (2.40)                        | 79.0 (3.11)                        | 114.8 (4.52)                       | 132.6 (5.22)                       | 151.6 (5.97)                       | 366.9 (14.44)                      | 304.6 (11.99)                      | 180.7 (7.11)                       | 175.1 (6.89)                       | 88.8 (3.50)                        | 89.6 (3.53)                        | 69.3 (2.73)                        | 1,813.9 (71.41)                    |
| 평균 강수일수 (≥ 1.0 mm)                                     | 7.7                                | 8.4                                | 10.3                               | 9.7                                | 9.1                                | 14.0                               | 10.4                               | 9.1                                | 9.1                                | 6.7                                | 8.4                                | 7.8                                | 110.7                              |
| 평균 월간 일조시간                                           | 133.4                              | 147.8                              | 178.9                              | 191.5                              | 199.4                              | 134.5                              | 195.2                              | 232.7                              | 188.9                              | 194.2                              | 157.7                              | 142.5                              | 2,099.6                            |
| 출처: 일본 기상청 (평년값: 1991년~2020년, 극값: 1976년~현재) |                                    |                                    |                                    |                                    |                                    |                                    |                                    |                                    |                                    |                                    |                                    |                                    |                                    |